# Ellen Johnson-Sirleaf
Ellen Johnson Sirleaf (Monrovia, 29 de octubre de 1938) es una economista y política liberiana. Fue la 24.ª presidenta de Liberia, tras vencer en las elecciones presidenciales del 8 de noviembre de 2005, cuando derrotó al otro principal candidato, el exfutbolista George Weah. Tomó posesión de su cargo el 16 de enero de 2006, siendo la primera presidenta electa en África, cargo que ocupó hasta 2018. 
Sirvió como ministra de Hacienda bajo el mandato del presidente William Tolbert, desde 1972 hasta 1973, cuando un golpe de Estado derrocó a Tolbert, después de lo cual dejó Liberia y ocupó altos cargos en diversas instituciones financieras. Obtuvo un distante segundo lugar en las elecciones presidenciales de 1997. El 7 de octubre de 2011 recibió el Premio Nobel de la Paz, compartido con su compatriota Leymah Gbowee y con la yemení Tawakel Karman.

## Biografía
Por parte de su padre es de la etnia gola (1/2) y por parte de su madre de la etnia kru (1/4) y alemana (1/4).
El padre de Johnson-Sirleaf, Jahmale Carney Johnson, nació en la pobreza de las zonas rurales. Fue el hijo de un jefe Gola de nombre Jenneh, en Julijuah, del condado de Bomi. Su padre fue enviado a Monrovia, donde su apellido fue cambiado a Johnson por la lealtad de su padre al Presidente Hilary R. W. Johnson, el primer presidente que nació en Liberia. El padre de Johnson-Sirleaf se convirtió en el primer liberiano proveniente de un grupo de una etnia indígena en ocupar un cargo de la legislación nacional.
Su madre también nació en la pobreza en Greenville. Su abuela Juah Sarwee envió a la madre de Johnson-Sirleaf a Monrovia cuando el abuelo alemán de Johnson-Sirleaf tuvo que huir del país después que Monrovia le declarara la guerra a Alemania durante la Primera Guerra Mundial. Una miembro de una prominente familia estadounidense-liberiana, Cecilia Dunbar, adoptó y crio a la madre de Johnson-Sirleaf.
Aunque no sea américo-liberiana por descendencia, Johnson-Sirleaf se considera culturalmente estadounidense-liberiana.
Johnson-Sirleaf estudió economía y cuentas de 1948 a 1955 en el Colegio de África Occidental en Monrovia. Ella se casó con James Sirleaf cuando tenía diecisiete años de edad, y viajó a América en 1961 para continuar sus estudios en la Universidad de Colorado, donde finalmente obtuvo un grado. Johnson-Sirleaf empezó a estudiar economía en Harvard de 1969 a 1971, ganando un Máster en Administración Pública. A continuación, regresó a su país para trabajar bajo el gobierno de William Tolbert. Sirleaf tuvo cuatro hijos y tiene ocho nietos. Además, su sobrino Emmanuel Sumana Elsar fue su consejero político durante las elecciones presidenciales del 2005 en contra de George Weah.
Ella sirvió como ministra de Hacienda de 1972 a 1973 bajo el gobierno de Tolbert. Renunció después de entrar en un desacuerdo sobre gastos. Unos años más tarde, el sargento Samuel Doe, uno de los miembros del grupo étnico indígena krahn, tomó el poder en un golpe militar y el presidente William Tolbert fue ejecutado junto con varios miembros de su gabinete por un pelotón de fusilamiento. La Redención del Pueblo tomó el control del país y encabezó una purga contra el ex gobierno. Johnson-Sirleaf logró escapar en sentido estricto y se exilió en Kenia. De 1983 a 1985 se desempeñó como directora del Banco Citibank en Nairobi. Cuando Samuel Doe se declaró a sí mismo presidente de Liberia, decidió regresar a su país de origen a participar en las elecciones y volverse en contra de Doe. Fue puesta bajo arresto domiciliario por el hecho, y fue condenada a 10 años de prisión. Johnson-Sirleaf estuvo un tiempo mucho más corto por tomar la oferta de volver una vez más al exilio.
Se trasladó a Washington, y sirvió como vicepresidente de la Oficina Regional para el Banco Citibank, en Nairobi, y del Banco del Ecuador, en Washington. De 1992 a 1997 trabajó como asistente de administrador y, a continuación, directora del Desarrollo de las Naciones Unidas del Programa de la Oficina Regional para África. Volvió a Liberia durante los disturbios civiles y se conmovió cuando Samuel Doe fue asesinado por un grupo escindido de Charles Taylor del Frente Patriótico Nacional de Liberia. Inicialmente, ella apoyó a Taylor en la sangrienta rebelión contra el presidente Samuel Doe en 1990, que más tarde pasó a oponerse a él. Un gobierno provisional fue puesto en el poder, liderado por una sucesión. En 1997, ella se postuló para las elecciones presidenciales de 1997, donde obtuvo el segundo lugar en una polémica elección, perdiendo ante Charles Taylor consiguiendo un 10% de los votos ante el 75% de Taylor. Muchos observadores dijeron que la elección fue justa, aunque pronto Johnson-Sirleaf fue acusada de traición.
En 1999 la Guerra Civil regresó a la región y Taylor fue acusado de interferir con sus vecinos, fomentando los disturbios y la rebelión. El 11 de agosto de 2003, después de mucha persuasión, Charles Taylor entregó el poder a su suplente Moses Blah. El nuevo gobierno provisional y los grupos rebeldes firmaron un histórico acuerdo de paz y establecieron la instalación de un nuevo jefe de Estado. Ellen Johnson-Sirleaf se propuso como una posible candidata, pero al final los diversos grupos seleccionaron a Gyude Bryant, un político neutral. Johnson-Sirleaf se desempeñó como jefe de la Comisión para la Reforma de la gobernanza. Johnson-Sirleaf desempeñó un papel activo en el gobierno de transición como el país preparándose para las elecciones de 2005, y, finalmente, postuló para la presidencia en contra de su rival, el exfutbolista internacional, George Weah. Johnson-Sirleaf obtuvo una mayoría en la elección a través de la disputa de Weah en los resultados. El anuncio de la nueva líder se aplazó hasta las investigaciones que se llevaron a cabo. 
En la primera vuelta de las elecciones, su candidatura fue la segunda más votada con 175.520 votos, pasando a la segunda vuelta definitiva en la que se enfrentó a George Weah. El 11 de noviembre de 2005, con un escrutinio del 97% de los votos, la Comisión Electoral Nacional de Liberia declaró a Johnson-Sirleaf ganadora de las elecciones, resultado no aceptado por su oponente George Weah, que presentó un recurso ante el Tribunal Supremo liberiano pidiendo que se suspendiera el escrutinio por supuestas irregularidades. Las acusaciones de fraude fueron rechazadas por los observadores internacionales y por la comisión electoral, que el 23 de noviembre confirmó el triunfo de Johnson-Sirleaf.
El 23 de noviembre de 2005, Ellen Johnson-Sirleaf fue declarada la ganadora de las elecciones en Liberia y se confirmó como la próxima presidenta del país. Su inauguración, a la que asistieron numerosos dignatarios extranjeros, incluida la primera dama de EE. UU. Laura Bush y la secretaria de Estado Condoleezza Rice, tuvo lugar el lunes 16 de enero de 2006.
En marzo de 2012 se vio envuelta en una fuerte polémica por unas declaraciones en las que defendía la criminalización de la homosexualidad en su país en un momento en el que se debatían dos proyectos para endurecer las penas. A causa de ello, el ex primer ministro británico Tony Blair, presente en el acto en el cual Johnson-Sirleaf pronunció esas declaraciones, declaró sentirse avergonzado y organizaciones defensoras de los derechos de los homosexuales han comenzado una campaña para que el Premio Nobel le sea retirado.
En diciembre de 2021, James Sirleaf, uno de los hijos de Ellen Sirleaf, murió en su residencia de Liberia en circunstancias desconocidas.

### Presidencia
Durante la campaña electoral, la figura de la abuela fue a menudo eclipsada por parte de los funcionarios y guardaespaldas. Un veterano de la escena política de Liberia le dijo a la señora Johnson-Sirleaf que su apodo proviene de su voluntad de hierro y determinación. 
"Hubiera sido mucho más fácil para ella dejar la política y sentarse en casa, otros lo han hecho pero ella nunca ha renunciado".
En la primera ronda de votación de 2005, llegó en segundo lugar con 175.520 votos, a través de su puesta a la segunda vuelta de votación el 8 de noviembre contra el exjugador de fútbol George Weah. El 11 de noviembre, la Comisión Electoral Nacional de Liberia declaró a Johnson-Sirleaf la presidenta electa de Liberia. Su inauguración de su cargo tuvo lugar el 16 de enero del 2006; algunos extranjeros que asistieron a la ceremonia fueron Condoleezza Rice, Laura Bush y Michaëlle Jean. 
El 15 de marzo del 2006, la presidenta Johnson-Sirleaf pidió una reunión conjunta del Congreso de los Estados Unidos, pidiendo el apoyo de América para ayudar a su país a "convertirse en un brillante faro, un ejemplo para África y el mundo de lo que el amor por la libertad puede lograr".
Incómodamente para Johnson-Sirleaf, los seguidores del expresidente Taylor siguen siendo en gran número en el gobierno de Liberia. La distanciada esposa de Taylor, Jewel Howard Taylor, se encuentra en el Senado.
El 26 de julio de 2007, la presidenta Johnson-Sirleaf, celebra el Día aniversario 160 de la Independencia de Liberia bajo el lema "En Liberia 160: Reclamemos el futuro". Ella le pidió al activista de 25 años de edad, Kimmie Weeks, servir como orador nacional para las celebraciones. Kimmie se convirtió en el orador nacional más joven de Liberia en más de un centenar de años y pronunció un discurso de gran alcance. Pidió que el gobierno le dé prioridad a la educación y a la atención de la salud. Unos días más tarde, la presidenta Sirleaf emitió una orden ejecutiva en la que la educación primaria fue declarada gratuita y obligatoria para todos los niños en edad escolar. 
La presidenta Johnson-Sirleaf es una miembro del Consejo de Mujeres Líderes Mundiales, una red internacional de actuales y exmujeres presidentas y primeras ministras, cuya misión es movilizar el mayor nivel de mujeres dirigentes a nivel mundial para la acción colectiva sobre cuestiones de importancia como un desarrollo equitativo. 
En 2011 fue reconocida con el Premio Nobel de la paz junto a la activista Leymah Gbowee del movimiento Mujeres de Liberia Acción Masiva para la Paz y la periodista, activista y política yemení Tawakel Karman.

## Legado y controversias
En el legado de Sirleaf destaca haber logrado una década de paz en Liberia y organizar una transición pacífica tras perder las elecciones en 2017 en segunda vuelta. Sin embargo también ha sido acusada de nepotismo a causa del nombramiento de su hijo Charles Sirleaf como vicegobernador del Banco Central de Liberia o la posición de su otro hijo Robert como presidente de la Compañía Nacional de Petróleo de Liberia –NOCAL-.

### Derechos de las mujeres
Ha recibido críticas por los pocos avances durante su mandato en relación con los derechos de las mujeres y las políticas de igualdad de género. La activista Leymah Gbowee que compartió con Sirleaf el premio Nobel en 2011 señaló "Si bien rompió el techo de cristal, y hay que reconocerlo, sus políticas no han cambiado problemáticas fundamentales de género” y reprochando las declaraciones de Sirleaf en las que tildaba el feminismo de extremismo.

### Derechos LGBT
En 2012 fue criticada por organizaciones de derechos humanos por defender una ley que criminaliza las relaciones homosexuales en Liberia señalando en unas declaraciones al periódico The Guardian "Tenemos ciertos valores tradicionales en nuestra sociedad que nos gustaría conservar".
| Predecesor: Gyude Bryant | Presidenta de Liberia 2006 - 2018                                    | Sucesor: George Weah    |
| Predecesor: Liu Xiaobo   | Premio Nobel de la Paz (junto a Leymah Gbowee y Tawakul Karman) 2011 | Sucesora: Unión Europea |